# Colchicum autumnale
Colchicum autumnale ou açafrão-do-prado é uma espécie de planta com flor. Possuia uso medicinal e venenoso no antigo Egito e Grécia e ultimamente tem sido estudada pelo seu extrato anticancerígeno, que teria um potencial seletivo em atacar as células tumorais, preservando as células sadias. Dela também é extraída a colchicina, usada em tratamento de gota. A substância extraida pertence a mesma classe de medicamentos que o paclitaxel.